# 1461
1461 (MCDLXI) je bilo navadno leto, ki se je po julijanskem koledarju začelo na četrtek.

## Dogodki
- Osmanski sultan Mehmed II. aneksira dinastijo turkmensko Isfendijaridov ob Črnem morju.

## Rojstva
- 3. april - Ana Francoska, francoska tegentka († 1522)
- 5. avgust – Aleksander I. Poljski, poljski kralj in litovski veliki knez († 1506)

## Smrti
- 8. april - Georg Aunpekh von Peurbach, avstrijski matematik, astronom (* 1423)
- 10. julij -  Stjepan Tomaš, bosanski kralj (* okrog 1411)